# Herbert Hauck
Herbert Hauck (* 1930; † 28. November 2014) war ein deutscher Theaterintendant, Dramaturg und Regisseur.

## Leben
Herbert Hauck wirkte seit 1979 und bis 1996 als künstlerischer Leiter bzw. Intendant des Westfälischen Landestheaters (WLT) in Castrop-Rauxel.
Hauck hat in seiner fast zwanzig Jahre währenden Tätigkeit für das WLT Wesentliches für die Aktivitäten und den Fortbestand des Theaters bewirkt. Das zeigte sich besonders auch beim Kinder- und Jugendtheater, das in seiner Zeit besondere Anerkennung im deutschen Sprachraum fand.
Hauck beabsichtigte, das WLT als ein wesentliches „Kulturzentrum“ im Ruhrgebiet zu etablieren. Zu den meistgespielten Inszenierungen seiner Direktionszeit zählten etwa Aufstieg und Fall der Stadt Mahagonny nach Bertolt Brecht und Kurt Weill, Max Frischs Andorra, Heinrich Manns Der Untertan sowie Hans Falladas Revue Jeder stirbt für sich allein.
Herbert Hauck war auch kulturpolitisch aktiv und einflussreich, etwa im Deutschen Bühnenverein als Vorsitzender der Landesbühnengruppe, im Präsidium des Deutschen Bühnenvereins sowie als einer der Gründerväter des gemeinsamen Büros der vier Landestheater in Nordrhein-Westfalen.
Nach seinem Engagement als Intendant des WLT lebte er in La Palma.

## Ehrungen
Hauck wurde am 6. November 1997 mit dem Verdienstorden des Landes Nordrhein-Westfalen ausgezeichnet.

## Veröffentlichungen
- Herbert Hauck: Theater in Essen 1974–1978. Eine Dokumentation. Fotorückschau auf die Spielzeiten 1974–1978. Wuppertal 1978.